# Osamu Miyawaki
Osamu Miyawaki (född 1929) är en japansk formgivare. Han startade egen rörelse i en 4,5 m² stor affärslokal i Moriguchi i Osaka år 1964. Han tillverkade och sålde små handgjorda plastfigurer.
Osamu Miyawaki fick möjligheten att få sina verk distribuerade av en japansk tillverkare av choklad, ett koncept som liknar Kinderägg. Försäljningen av choklad gick med tiden bättre och bättre, mycket på grund av att plastfigurerna fått ett samlarvärde.
Några verk av Osamu Miyawaki finns att beskåda i Kaiyodo Figure Museum. Osamu Miyawaki har även medverkat i en utställning arrangerad av British Museum.